# Cistella geelmuydenii
Cistella geelmuydenii är en svampart som beskrevs av John Axel Nannfeldt 1932. Cistella geelmuydenii ingår i släktet Cistella och familjen Hyaloscyphaceae.  Arten är reproducerande i Sverige. Inga underarter finns listade i Catalogue of Life.